# Temple (stanice metra v Paříži)

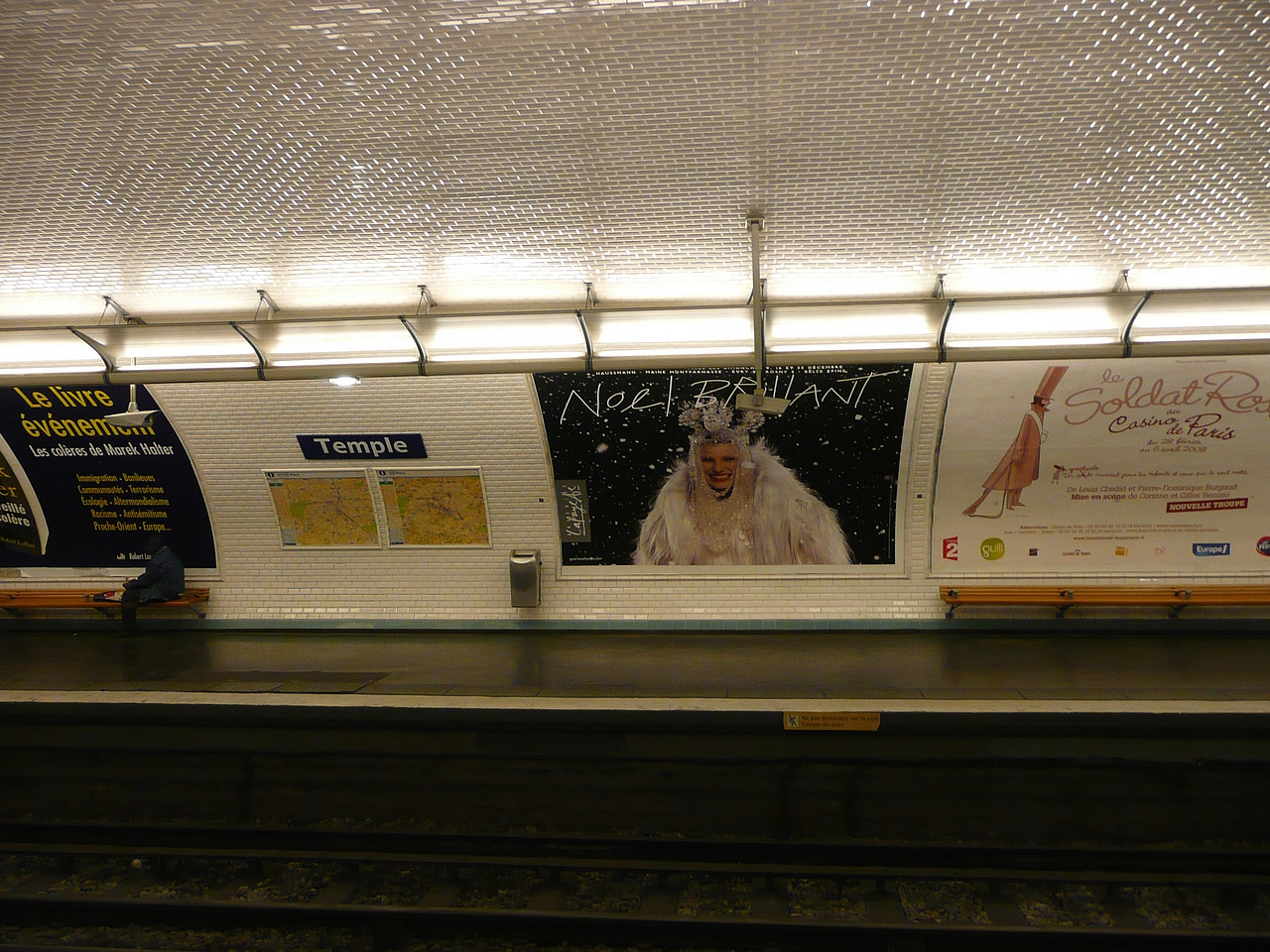
Nástupiště na stanici

Temple je nepřestupní stanice pařížského metra na lince 3 ve 3. obvodu v Paříži. Nachází se na křižovatce ulic Rue du Temple a Rue de Turbigo, pod kterou vede linka 3.

## Historie
Stanice byla otevřena 19. října 1904 jako součást prvního úseku linky mezi stanicemi Père Lachaise a Villiers.

## Název
Jméno stanice znamená česky chrám a je odvozeno od názvu ulice Rue du Temple a náměstí Square du Temple. Zde stávalo původní centrum templářů, respektive palác velkopřevora – Templ. Po zrušení řádu Filipem IV. Sličným přešel opevněný klášter do rukou johanitů. Celá enkláva se rozkládala na ploše zhruba 6,5 ha. Jednotlivé templářské budovy byly postupně zbořeny během 19. století.
Stanice metra s názvem Temple se nachází rovněž v Londýně na linkách Circle Line a District Line zdejšího metra. Také ona odvozuje svůj název od řádu templářů.

## Vstupy
Jediný vchod do stanice se nachází na křižovatce ulic Rue du Temple a Rue de Turbigo. Křižovatka byla 8. března 2007 pojmenována Place Elizabeth Dmitrieff u příležitosti Mezinárodního dne žen.

## Zajímavosti v okolí
- Kostel Sainte-Élisabeth
- Square du Temple